# جيرهارد شميت
جيرهارد شميت (بالألمانية: Gerhard Schmidt)‏ هو مؤرخ الفن نمساوي، ولد في 11 مايو 1924 في فيينا في النمسا، وتوفي بنفس المكان في 3 أبريل 2010.